# New in Town
"New in Town" – electropopowa kompozycja autorstwa Victorii Hesketh i Grega Kurstina zrealizowana na pierwszy studyjny album angielskiej piosenkarki Little Boots zatytułowany Hands. Utwór został wydany jako inauguracyjny, główny singel promujący ową płytę. Do napisania tekstu piosenki wokalistkę zainspirował pobyt w Los Angeles.

## Informacje o utworze
"New in Town" to pierwszy z utworów, które w Los Angeles skomponowali Greg Kurstin i Little Boots, tworząc materiał na debiutancki album wokalistki. Według Little Boots, piosenka jest o "byciu obcym w obcym mieście". "To zdaje się być zabawne, lecz są również mroczne strony tej sytuacji" − dodaje artystka, puentując swoje liryczne zamiary. Podczas pobytu w Kalifornii, autorka czuła się samotna i wyalienowana. Inspiracje do stworzenia tekstu utworu podsunęły jej nietypowe indywidua, które miała okazję poznać, a także "brzydsza strona życia w Mieście Aniołów". Little Boots wytypowała "New in Town" na główny singel promujący płytę Hands, ponieważ jest to według niej kompozycja "śmiała i barwna".
23 kwietnia 2009 roku utwór wysłano do londyńskiej, ogólnokrajowej rozgłośni BBC Radio 1. Następnego dnia piosenkę wydano w Internecie, skąd można było ją pobrać, a jeszcze kolejnego − odbyła się premiera singla CD.

## Teledysk
Wideoklip do utworu "New in Town" kwietniem 2009 r. wyreżyserował Jake Nava. Powstał on w Los Angeles i ukazuje Little Boots tańczącą i wędrującą pod wiaduktem wraz z innymi tancerkami.

## Listy utworów i formaty singla
UK CD single

(679L166CD; wyd. 25 maja 2009)
1. "New in Town" – 3:11

UK 7" single

(679L166; wyd. 25 maja 2009)
1. "New in Town" – 3:11
2. "New in Town (No One Is Safe – Alex Kapranos Remix)" – 5:29

UK 12" single

(679L166T; wyd. 25 maja 2009)
1. "New in Town (Drop the Lime Dub)" – 3:01
2. "New in Town (A1 Bassline Remix)" – 5:25
3. "New in Town (The Golden Filter Remix)" – 6:30
4. "New in Town (Den Haan Remix)" – 5:14

UK digital download

(wyd. 24 maja 2009)
1. "New in Town (Bimbo Jones Remix)" – 5:49
2. "New in Town (Fred Falke Remix)" – 7:31
3. "New in Town (The Death Set Remix)"
4. "New in Town (No One Is Safe – Alex Kapranos Remix)" – 5:29

Oficjalne remiksy
- "New in Town (Fred Falke Instrumental)" – 7:27
- "New in Town (Bimbo Jones Edit)" – 3:01
- "New in Town (Semothy & Sheldrake Instrumental)" – 4:06

## Pozycje na listach przebojów
| Notowanie (2009)            | Najwyższa pozycja |
| --------------------------- | ----------------- |
| Australian Club Chart       | 35                |
| Belgian Ultratip (Flandria) | 12                |
| Irish Singles Chart         | 16                |
| Japan Hot 100               | 39                |
| New Zealand Singles Chart   | 29                |
| UK Singles Chart            | 13                |

## Historia wydania
| Kraj              | Data          | Wytwórnia płytowa | Format           | Katalog    |
| ----------------- | ------------- | ----------------- | ---------------- | ---------- |
| Wielka Brytania   | 24 maja 2009  | Sixsevenine       | digital download | 2564689603 |
| Wielka Brytania   | 25 maja 2009  | Sixsevenine       | singel CD        | 2564689603 |
| Wielka Brytania   | 25 maja 2009  | Sixsevenine       | 7" single        | 679L166    |
| Wielka Brytania   | 25 maja 2009  | Sixsevenine       | 12" single       | 679L166T   |
| Stany Zjednoczone | 21 lipca 2009 | Elektra           | digital download | —          |